# Johnson County (Wyoming)
Das Johnson County ist ein County im US-Bundesstaat Wyoming. Bei der Volkszählung 2020 hatte das Johnson County 8447 Einwohner. Der Verwaltungssitz (County Seat) ist Buffalo.

## Geographie
Das County hat eine Fläche von 10.812 Quadratkilometern, davon sind 22 Quadratkilometer Wasserfläche. Es grenzt im Uhrzeigersinn an die Countys: Campbell County, Converse County, Natrona County, Sheridan County, Washakie County und Big Horn County.

## Geschichte
Das im Jahre 1875 gegründete County war im Frühling des Jahres 1892 Stätte des Johnson County War, als die ansässigen Viehbarone mithilfe einer aus Texas angeheuerten Killer-Bande Einwanderer aus Osteuropa zu vertreiben versuchten.
Der Johnson County War wurde in dem Spielfilm Heaven’s Gate – Das Tor zum Himmel, einem US-amerikanischen Spätwestern von Michael Cimino aus dem Jahr 1980, thematisiert.

## Demografische Daten

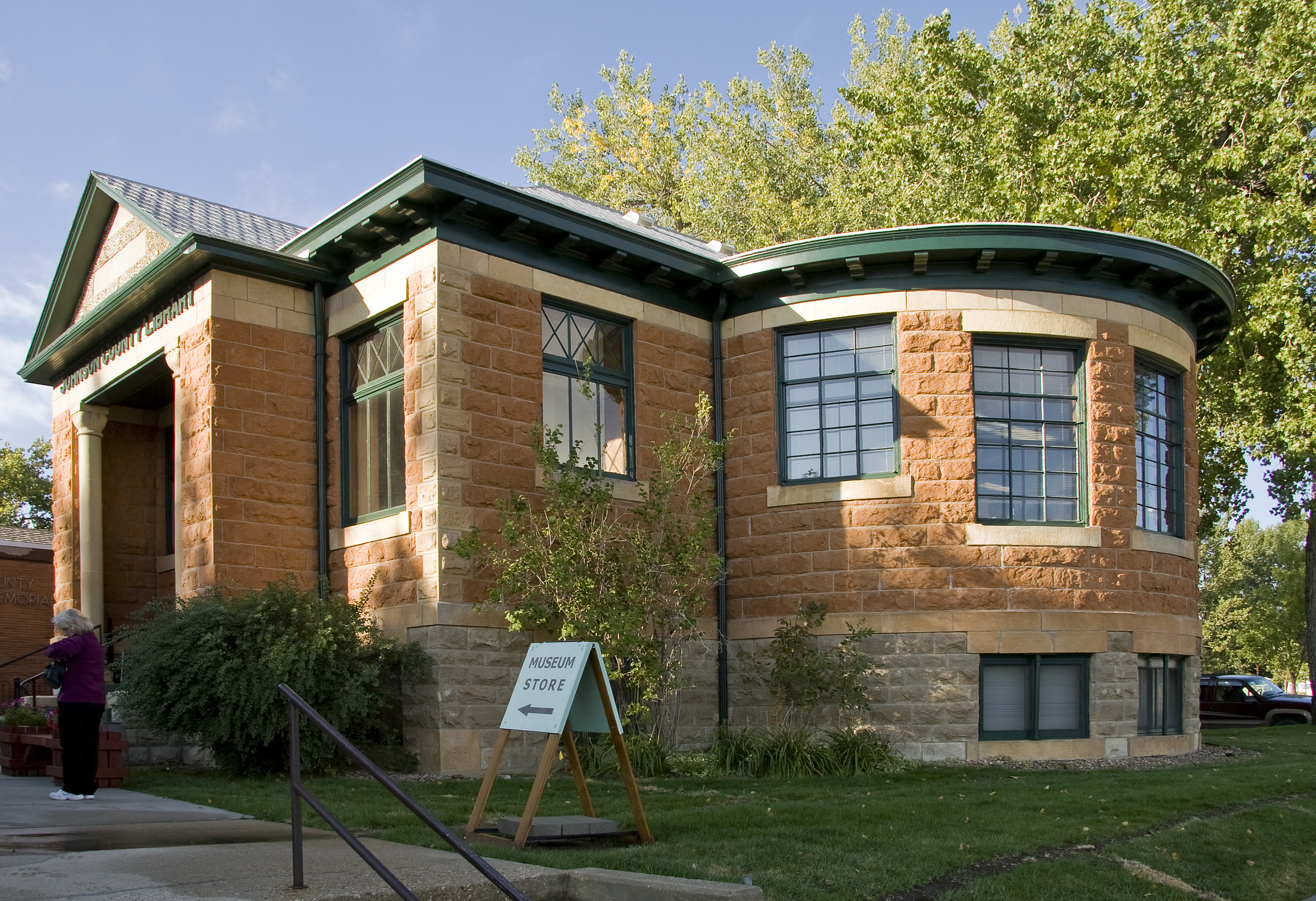
Die Johnson County Library, jetzt im Jim Gatchell Museum in Buffalo

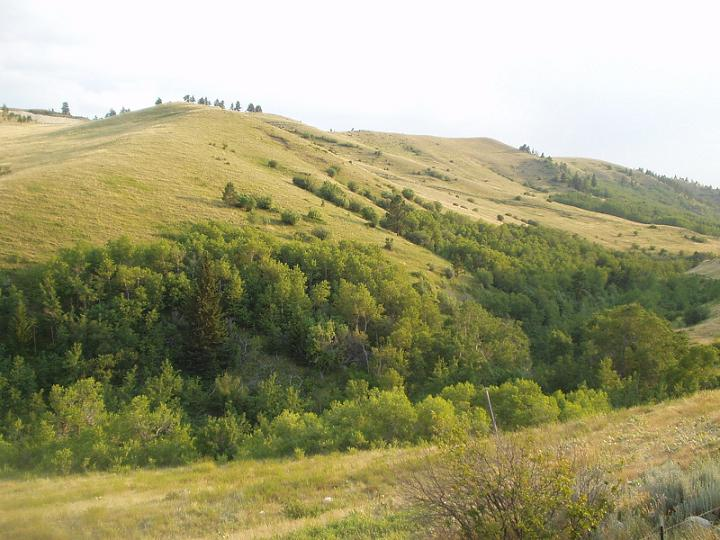
Die Bighorn Mountains im Sommer

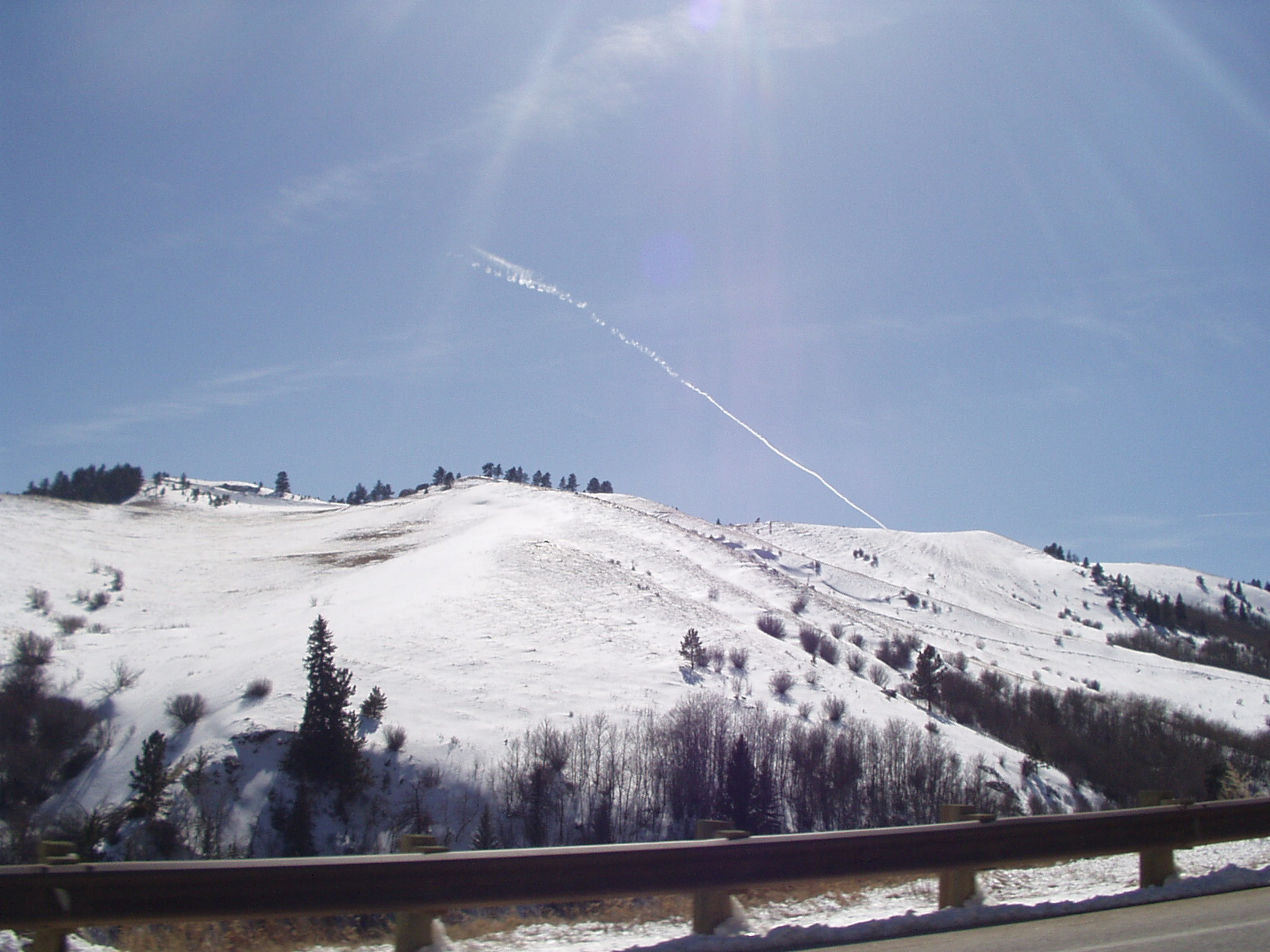
Die Bighorn Mountains im Winter

Nach der Volkszählung im Jahr 2000 lebten im Johnson County 7075 Menschen. Es gab 2959 Haushalte und 2006 Familien. Die Bevölkerungsdichte betrug 1 Einwohner pro Quadratkilometer. Ethnisch betrachtet setzte sich die Bevölkerung zusammen aus 97,03 % Weißen, 0,08 % Afroamerikanern, 0,64 % amerikanischen Ureinwohnern, 0,11 % Asiaten, 0,00 % Bewohnern aus dem pazifischen Inselraum und 0,55 % aus anderen ethnischen Gruppen; 1,58 % stammten von zwei oder mehr ethnischen Gruppen ab. 2,09 % Prozent der Bevölkerung waren spanischer oder lateinamerikanischer Abstammung.
Von den 2959 Haushalten hatten 28,70 % Kinder und Jugendliche unter 18 Jahre, die bei ihnen lebten. 57,00 % waren verheiratete, zusammenlebende Paare, 7,10 % Prozent waren allein erziehende Mütter, 32,20 % waren keine Familien. 28,50 % waren Singlehaushalte und in 12,00 % lebten Menschen im Alter von 65 Jahren oder darüber. Die Durchschnittshaushaltsgröße betrug 2,36 und die durchschnittliche Familiengröße lag bei 2,89 Personen.
Auf das gesamte County bezogen setzte sich die Bevölkerung zusammen aus 24,20 % Einwohnern unter 18 Jahren, 5,60 % zwischen 18 und 24 Jahren, 23,50 % zwischen 25 und 44 Jahren, 28,70 % zwischen 45 und 64 Jahren und 18,00 % waren 65 Jahre alt oder darüber. Das Durchschnittsalter betrug 43 Jahre. Auf 100 weibliche Personen kamen 96,60 männliche Personen, auf 100 Frauen im Alter ab 18 Jahren kamen statistisch 94,30 Männer.
Das jährliche Durchschnittseinkommen eines Haushalts betrug 34.012 USD, das Durchschnittseinkommen der Familien betrug 42.299. USD. Männer hatten ein Durchschnittseinkommen von 29.271 USD, Frauen 20.469 USD. Das Prokopfeinkommen betrug 19.030 USD. 10,10 % der Familien und 7,20 % der Bevölkerung lebten unterhalb der Armutsgrenze. 9,10 % davon waren unter 18 Jahre und 10,60 % waren 65 Jahre oder älter.

## Orte im Johnson County
| City - Buffalo | Town - Kaycee |

Unincorporated Communitys
| - Barnum - Linch - Mayoworth | - Saddlestring - Sussex |